# 消しゴム (小説)
『消しゴム』（Les Gommes）は1953年に発表されたアラン・ロブ＝グリエのデビュー小説。邦訳は1959年に河出書房新社から中村真一郎訳が、2009年に光文社から中条省平訳が出版されている。
ヌーヴォー・ロマンの嚆矢的作品であり、ロラン・バルトの絶賛もあってロブ＝グリエは一躍人気作家となる。1954年のフェネオン賞に選ばれている。